# Gianair
A Gianair ghánai légitársaság, amelynek a székhelye Accrában van. A légitársaság bázisrepülőtere a Kotoka nemzetközi repülőtér.

## Története
A Gianair 2009. május 29-én alakult, és 2010 áprilisában kezdte meg működését. A légitársaság üzemelteti az Obuasi repülőteret is a tulajdonos AngloGold Ashanti nevében.

## Célállomások
A Gianair a következő célállomásokra kínált járatokat 2022 februárjában:
| Ország                          | Város         | Repülőtér                                   | Megjegyzés     | Források |
| ------------------------------- | ------------- | ------------------------------------------- | -------------- | -------- |
| Algéria                         | Tamanrasset   | Aguenar – Hadj Bey Akhamok repülőtér        | —              |          |
| Angola                          | Luanda        | Quatro de Fevereiro nemzetközi repülőtér    | —              |          |
| Benin                           | Cotonou       | Cadjehoun nemzetközi repülőtér              | —              |          |
| Bissau-Guinea                   | Bissau        | Osvaldo Vieira nemzetközi repülőtér         | —              |          |
| Burkina Faso                    | Ouagadougou   | Thomas Sankara nemzetközi repülőtér         | —              |          |
| Csád                            | N’Djamena     | N’Djamenai nemzetközi repülőtér             | —              |          |
| Egyenlítői-Guinea               | Malabo        | Malabói nemzetközi repülőtér                | —              |          |
| Elefántcsontpart                | Abidjan       | Félix-Houphouët-Boigny nemzetközi repülőtér | —              |          |
| Elefántcsontpart                | Yamoussoukro  | Yamoussoukrói nemzetközi repülőtér          | —              |          |
| Gabon                           | Libreville    | Léon-Mba nemzetközi repülőtér               | —              |          |
| Gabon                           | Port-Gentil   | Port-Gentili nemzetközi repülőtér           | —              |          |
| Gambia                          | Banjul        | Banjuli nemzetközi repülőtér                | —              |          |
| Ghána                           | Accra         | Kotoka nemzetközi repülőtér                 | Bázisrepülőtér |          |
| Ghána                           | Obuasi        | Obuasi repülőtér                            | —              | [ 4 ]    |
| Guinea                          | Conakry       | Ahmed Sékou Touré nemzetközi repülőtér      | —              |          |
| Kamerun                         | Douala        | Doualai nemzetközi repülőtér                | —              |          |
| Kamerun                         | Yaoundé       | Nsimalen nemzetközi repülőtér               | —              |          |
| Kongói Demokratikus Köztársaság | Kinshasa      | N’djili nemzetközi repülőtér                | —              |          |
| Kongói Köztársaság              | Brazzaville   | Maya-Maya repülőtér                         | —              |          |
| Közép-afrikai Köztársaság       | Bangui        | Bangui M’Poko nemzetközi repülőtér          | —              |          |
| Libéria                         | Monrovia      | Roberts nemzetközi repülőtér                | —              |          |
| Mali                            | Bamako        | Modibo Keita nemzetközi repülőtér           | —              |          |
| Mali                            | Timbuktu      | Timbuktui repülőtér                         | —              |          |
| Mauritánia                      | Nouakchott    | Nouakchott-Oumtounsy nemzetközi repülőtér   | —              |          |
| Niger                           | Agadez        | Mano Dayak nemzetközi repülőtér             | —              |          |
| Niger                           | Niamey        | Diori Hamani nemzetközi repülőtér           | —              |          |
| Nigéria                         | Abuja         | Nnamdi Azikiwe nemzetközi repülőtér         | —              |          |
| Nigéria                         | Kaduna        | Kadunai nemzetközi repülőtér                | —              |          |
| Nigéria                         | Kano          | Mallam Aminu Kano nemzetközi repülőtér      | —              |          |
| Nigéria                         | Lagos         | Murtala Muhammed nemzetközi repülőtér       | —              |          |
| Nigéria                         | Port Harcourt | Port Harcourt-i nemzetközi repülőtér        | —              |          |
| São Tomé és Príncipe            | São Tomé      | São Tomé-i nemzetközi repülőtér             | —              |          |
| Sierra Leone                    | Freetown      | Lungi nemzetközi repülőtér                  | —              |          |
| Szenegál                        | Dakar         | Blaise Diagne nemzetközi repülőtér          | —              |          |
| Togo                            | Lomé          | Lomé-Tokoin nemzetközi repülőtér            | —              |          |

## Flotta
A Gianair flottája 2021 márciusában a következő repülőgépekből állt:
- 2db BAe Jetstream 32EP(wd)

## Fordítás
Ez a szócikk részben vagy egészben  a   Gianair című angol Wikipédia-szócikk ezen változatának fordításán alapul.  Az eredeti cikk szerkesztőit annak laptörténete sorolja fel. Ez a jelzés csupán a megfogalmazás eredetét és a szerzői jogokat jelzi, nem szolgál a cikkben szereplő információk forrásmegjelöléseként.